# Cryptococcus magnus
Cryptococcus magnus är en svampart som först beskrevs av Lodder & Kreger-van Rij, och fick sitt nu gällande namn av Baptist & Kurtzman 1977. Cryptococcus magnus ingår i släktet Cryptococcus och familjen Tremellaceae.   Inga underarter finns listade i Catalogue of Life.